# Rainbow Lake (Alberta)
Rainbow Lake è una piccola cittadina nella parte settentrionale dell'Alberta, in Canada. Si trova ad ovest di High Level, al termine dell'Autostrada 58, nella contea Mackenzie. Porta il nome del vicino lago, formato dall'Hay River, così chiamato per la sua particolare forma curvilinea.

## Società

### Evoluzione demografica
La popolazione della città di Rainbow Lake, secondo il censimento municipale del 2007, è di 1 082 abitanti.
Secondo il censimento del 2006, Rainbow Lake aveva:
- una popolazione di 965 cittadini in 448 abitazioni, con un decremento dell'1.1% dal 2001;
- un'area di 11,04 km²;
- una densità di popolazione di 87.4 /km².[2]

## Infrastrutture e trasporti
La comunità è servita dal Rainbow Lake Airport (IATA: YOP, ICAO: CYOP). L'educazione è affidata alla Rainbow Lake school.